# フェリックス・セスマガ
フェリックス・セスマガ・ウガルテ（Félix Sesúmaga Ugarte、1898年10月21日 - 1925年8月24日）は、スペイン・バスク州レイオア出身の元サッカー選手。ポジションはFW。元スペイン代表。

## クラブ経歴
1916年、アレナス・クルブでキャリアをスタートさせ、1917年と1919年にはコパ・デル・レイ決勝に出場し、後者の1919年大会決勝では、FCバルセロナ相手にハットトリックを挙げ、5-2での快勝に貢献した。この活躍から、同大会終了後にFCバルセロナへと移籍し、1920年のコパ・デル・レイでも決勝でアスレティック・ビルバオを下して2年連続の優勝を果たした。
また、この1920年にはアントワープオリンピックにスペイン代表として出場し、銀メダル獲得を経験した。1922年、アスレティック・ビルバオに移籍し、翌年には再びコパ・デル・レイで優勝した。しかし、1924年に結核を患い、翌年8月24日、27歳でこの世を去った。

## 代表経歴
1920年8月28日、アントワープオリンピックのデンマーク代表との試合に出場し、スペイン代表デビューを飾った。この試合は、スペイン代表の記念すべき1試合目の国際Aマッチである。同大会では、チーム最多となる4得点を挙げて、銀メダル獲得に貢献した。

## 代表歴
出場大会
- スペイン代表

1920年 - アントワープオリンピック（銀メダル）
試合数
- 国際Aマッチ 8試合 4得点（1920年 - 1923年）

| スペイン代表 | 国際Aマッチ | 国際Aマッチ |
| 年           | 出場        | 得点        |
| ------------ | ----------- | ----------- |
| 年           | 試          | 点          |
| 1920         | 4           | 4           |
| 1921         | 2           | 0           |
| 1922         | 1           | 0           |
| 1923         | 1           | 0           |
| 通算         | 8           | 4           |

## タイトル

### クラブ
アレナス・クルブ
- コパ・デル・レイ : 1回 (1919)

FCバルセロナ
- コパ・デル・レイ : 1回 (1920)

アスレティック・ビルバオ
- コパ・デル・レイ : 1回 (1923)